# Wolfgang Doerner
Pour les articles homonymes, voir Dörner.
Répertoire
Musique des périodes classique à contemporaine
Scènes principales
Premier chef invité de l'Orchestre Pasdeloup 
Chef permanent et directeur artistique de l'Orchestre régional de Cannes-Provence-Alpes-Côte d'Azur
Wolfgang Doerner est un chef d'orchestre autrichien né à Vienne en 1959.

## Formation
Wolfgang Doerner (Dörner en allemand) naît en 1959 à Vienne en Autriche où il étudie la direction d'orchestre à l'Académie de musique et des arts du spectacle de Vienne. Il se perfectionne auprès de Sir Charles Mackerras, de Franco Ferrara et de Rolf Reuter (de). En 1984, il est lauréat du 34e Concours international de jeunes chefs d'orchestre dont le premier prix lui apporte l'invitation d'orchestres de plusieurs pays européens,.

## Direction d'orchestre
Il débute en 1985 à Vienne où il dirige des concerts dans le cadre du festival d'été et, la même année, à Paris, l'Orchestre philharmonique de Radio France dans le cycle « Prestige de la musique ».
Au cours de sa carrière, Wolfgang Doerner dirige l'Orchestre national de France, l'Orchestre philharmonique de Radio France, l'Orchestre de chambre de Vienne, l'Orchestre philharmonique de Dresde, l'Orchestre national du Capitole de Toulouse, l'Orchestre symphonique de la radio de Bucarest, l'Orchestre de chambre de Paris, l'Orchestre national Montpellier Languedoc-Roussillon, l'Orchestre national des Pays de la Loire, l'Orchestre de l'Académie nationale Sainte-Cécile, l'Orchestre symphonique national d'Algérie, l'Orchestre régional de Cannes-Provence-Alpes-Côte d'Azur et l'Orchestre Pasdeloup dont il est premier chef invité pendant plus de vingt ans et qui lui décerne sa Médaille d'honneur en 2011.
En 2006, il dirige le premier concert de l'Orchestre Pasdeloup à la salle Pleyel après sa réouverture et dirige également au Théâtre du Châtelet, à la salle Gaveau ainsi qu'à Vienne. Pendant la saison 2009-2010, il dirige à nouveau à Paris, à la salle Pleyel avec l'Orchestre Pasdeloup, au théâtre du Châtelet, à la salle Gaveau et à l'Opéra de Toulon en juin 2010. Il est également invité par l'Orchestre national de Lorraine pour un concert du nouvel an à l'Arsenal de Metz, par l'Orchestre symphonique national d'Algérie pour des concerts à Alger et Annaba avec la soprano Amel Brahim-Djelloul et par l'Orchestre symphonique de la Radio de Bucarest pour des concerts en Roumanie.
Il travaille avec les solistes Shura Cherkassky, France Clidat, Marielle et Katia Labèque, Salvatore Accardo et François-Joël Thiollier et enregistre pour la radio ou la télévision (Radio France, RTL, ORF, WDR, SWF). Son répertoire s'étend de la musique de la période classique à la musique contemporaine. Il dirige la création d'œuvres de Nguyen Thien Dao avec l'Orchestre national de France, de Philippe Leroux avec l'Orchestre Pasdeloup ou encore de Schermann avec l'Orchestre de chambre de Vienne et l'Orchestre de chambre de Paris,.

## Directeur musical

### Opéra de Lübeck
Wolfgang Doerner est nommé en 1987 directeur musical de l'opéra de Lübeck et devient l'assistant de Lorin Maazel à l'Orchestre national de France durant la saison 1988-1989.

### Orchestre régional de Cannes-Provence-Alpes-Côte d'Azur
En 2013, Wolfgang Doerner devient directeur musical de l’Orchestre régional de Cannes-Provence-Alpes-Côte d'Azur,,,.
Sa première prestation, à ce titre, a lieu le 17 octobre, lors d'un concert donné au profit des salariés des entreprises membres de l'association Andantino dans l'église Notre-Dame du Bon voyage à Cannes.
Le 3 juin 2014, il présente à la Presse sa saison 2014-2015, un menu festif où la musique classique flirte avec le hip-hop et le jazz pour s'ouvrir au large public.

## Opéra
Wolfgang Doerner dirige à l'Opéra de Lübeck des œuvres de Wolfgang Amadeus Mozart, Richard Wagner, Richard Strauss, Giuseppe Verdi et Piotr Ilitch Tchaïkovski, La Flûte enchantée de Mozart au Staatsoper de Vienne, Fidelio de Ludwig van Beethoven à Paris et La Damnation de Faust d'Hector Berlioz  à Londres en version de concert avec l'Orchestre national de France. Il est invité à l'Opéra de Graz où il dirige des œuvres de Christoph Willibald Gluck, Giuseppe Gazzaniga et Sergueï Prokofiev et à l'Opéra-Comique de Berlin pour Le Freischütz de Carl Maria von Weber. Il dirige en 2008 Welcome to the Voice de Steve Nieve au Théâtre du Châtelet à Paris. Durant la saison 2012-2013, il se produit à Paris, Cannes et Metz et dirige La Flûte enchantée de Wolfgang Amadeus Mozart à l'opéra de Toulon en mai 2013,.

## Pédagogie
Il dirige des orchestres de jeunes comme l'Orchestre symphonique suisse des jeunes, l'Orchestre du conservatoire de Rouen, les orchestres des conservatoires de Vienne et de Graz en Autriche, les orchestres de jeunes du Saarland et du conservatoire de Trossingen en Allemagne. Il est professeur de direction d'orchestre à l'Université de musique et d'art dramatique de Graz (de) de 1993 à 2003 et titulaire de la chaire de direction d'orchestre à l'Académie de musique d'État de Trossingen (de) avant de revenir à Graz en 2007,.

## Musicologie
Docteur en musicologie, il est fondateur et premier secrétaire de la Société Joseph Lanner de Vienne,.

## Style
« [...] La présence d'un chef [...] dans les veines de qui cette musique coule : le viennois Wolfgang Doerner n'a pas à chercher midi à quatorze heures pour faire chanter la 4e avec une simplicité fluide et élégante, d'un naturel aérien. Une vision pleine de tendresse et de lumière [...] »

— « Un Mahler authentique », Christian Merlin, Le Figaro, 17 janvier 2006

« [...] Wolfgang Doerner, un authentique viennois, pour qui la poésie des forêts, le ton populaire du Ländler, l'ironie des marches funèbres coulent de source. Nous voilà soudain en Europe centrale, Mahler est là, et les effets [...] vont [...] de soi [...] »

— « Heurs et malheur de Mahler », Christian Merlin, Le Figaro, 10 mars 2003

« [...] le chef autrichien s'appuie sur la précision de sa technique et sur la simplicité de sa force de persuasion pour prendre des risques payants. Avec lui, la troisième de Beethoven ne préfigure pas le romantisme mais prolonge le classicisme : le tempo est vif, même dans la marche funèbre, les lignes sont claires et nerveuses, on va de l'avant sans appuyer les effets [...] »

— « Des risques payants », Christian Merlin, Le Figaro, 5 mars 2001

## Discographie
Wolfang Doerner enregistre des disques :
- Mozart on the Beach : Paul Badura-Skoda (piano), Orchestre symphonique de Cannes, Dir. Wolfgang Doerner, Production Andantino, 2015[10]